# كارلوس مورينو
كارلوس مورينو (بالإسبانية: Carlos Moreno) هو مخرج وممثل أرجنتيني، ولد في 29 أغسطس 1938 في الأرجنتين، وتوفي في 9 مارس 2014 ببوينس آيرس في الأرجنتين بسبب نوبة قلبية.

## وصلات خارجية
- كارلوس مورينو على موقع IMDb (الإنجليزية)
- كارلوس مورينو على موقع قاعدة بيانات الفيلم (الإنجليزية)
- كارلوس مورينو على موقع كينوبويسك (الروسية)